# Thais voetbalelftal (vrouwen)
Het Thais vrouwenvoetbalelftal is een voetbalteam dat uitkomt voor Thailand bij internationale wedstrijden, zoals het AFC Vrouwen Kampioenschap.

## Prestaties op eindronden

### Wereldkampioenschap
| Jaar   | Resultaat                         | Wed                               | W                                 | G                                 | V                                 | DV                                | DT                                |
| ------ | --------------------------------- | --------------------------------- | --------------------------------- | --------------------------------- | --------------------------------- | --------------------------------- | --------------------------------- |
| 1991   | Niet gekwalificeerd               | Niet gekwalificeerd               | Niet gekwalificeerd               | Niet gekwalificeerd               | Niet gekwalificeerd               | Niet gekwalificeerd               | Niet gekwalificeerd               |
| 1995   | Niet deelgenomen aan kwalificatie | Niet deelgenomen aan kwalificatie | Niet deelgenomen aan kwalificatie | Niet deelgenomen aan kwalificatie | Niet deelgenomen aan kwalificatie | Niet deelgenomen aan kwalificatie | Niet deelgenomen aan kwalificatie |
| 1999   | Niet deelgenomen aan kwalificatie | Niet deelgenomen aan kwalificatie | Niet deelgenomen aan kwalificatie | Niet deelgenomen aan kwalificatie | Niet deelgenomen aan kwalificatie | Niet deelgenomen aan kwalificatie | Niet deelgenomen aan kwalificatie |
| 2003   | Niet gekwalificeerd               | Niet gekwalificeerd               | Niet gekwalificeerd               | Niet gekwalificeerd               | Niet gekwalificeerd               | Niet gekwalificeerd               | Niet gekwalificeerd               |
| 2007   | Niet gekwalificeerd               | Niet gekwalificeerd               | Niet gekwalificeerd               | Niet gekwalificeerd               | Niet gekwalificeerd               | Niet gekwalificeerd               | Niet gekwalificeerd               |
| 2011   | Niet gekwalificeerd               | Niet gekwalificeerd               | Niet gekwalificeerd               | Niet gekwalificeerd               | Niet gekwalificeerd               | Niet gekwalificeerd               | Niet gekwalificeerd               |
| 2015   | Eerste ronde                      | 3                                 | 1                                 | 0                                 | 2                                 | 3                                 | 10                                |
| 2019   | Eerste ronde                      | 3                                 | 0                                 | 0                                 | 3                                 | 1                                 | 20                                |
| Totaal | 2/7                               | 6                                 | 1                                 | 0                                 | 5                                 | 4                                 | 30                                |

## Selecties

### Huidige selectie
|                                     |                          |      |        |                              |
| №                                   | Naam                     | Wed. | Dlpnt. | Club                         |
| Doel                                |                          |      |        |                              |
| 1                                   | Waraporn Boonsing        | 142  | 0      | BG Bundit Asia               |
| 18                                  | Sukanya Chor Charoenying | 43   | 0      | Chonburi                     |
| 22                                  | Tiffany Sornpao          | 2    | 0      | Kennesaw State Owls          |
| Verdediging                         |                          |      |        |                              |
| 2                                   | Kanjanaporn Saengkhun    | 14   | 0      | Khonkaen                     |
| 3                                   | Natthakarn Chinwong      | 25   | 1      | BG–College of Asian Scholars |
| 4                                   | Duangnapa Sritala        | 117  | 3      | Bangkok                      |
| 5                                   | Ainon Phancha            | 19   | 4      | Chonburi                     |
| 9                                   | Warunee Phetwiset        | 44   | 0      | Chonburi                     |
| 10                                  | Sunisa Srangthaisong     | 91   | 4      | Dhurakij Pundit              |
| 11                                  | Sudarat Chuchuen         | 14   | 0      | Sisaket                      |
| 23                                  | Phonphirun Philawan      | 3    | 0      | BG Bundit Asia               |
| Middenveld                          |                          |      |        |                              |
| 6                                   | Pikul Khueanpet          | 103  | 2      | BG Bundit Asia               |
| 7                                   | Silawan Intamee          | 68   | 9      | Chonburi                     |
| 13                                  | Orathai Srimanee         | 43   | 4      | BG Bundit Asia               |
| 15                                  | Orapin Waenngoen         | 2    | 0      | BG Bundit Asia               |
| 16                                  | Khwanrudi Saengchan      | 50   | 2      | BG Bundit Asia               |
| 20                                  | Wilaiporn Boothduang     | 57   | 15     | Dhurakij Pundit              |
| 21                                  | Kanjana Sung-Ngoen       | 59   | 17     | Chonburi                     |
| Aanval                              |                          |      |        |                              |
| 8                                   | Miranda Nild             | 22   | 12     | Geen                         |
| 12                                  | Rattikan Thongsombut     | 56   | 27     | BG Bundit Asia               |
| 14                                  | Saowalak Pengngam        | 21   | 6      | Chonburi                     |
| 17                                  | Taneekarn Dangda         | 73   | 9      | Chonburi                     |
| 19                                  | Pitsamai Sornsai         | 115  | 75     | Chonburi                     |
| Bondscoach: Nuengrutai Srathongvian |                          |      |        |                              |

### Wereldkampioenschap
| Selectie van Thailand bij het Wereldkampioenschap 2019 | Selectie van Thailand bij het Wereldkampioenschap 2019 | Selectie van Thailand bij het Wereldkampioenschap 2019 | Selectie van Thailand bij het Wereldkampioenschap 2019 | Selectie van Thailand bij het Wereldkampioenschap 2019 |
| ------------------------------------------------------ | ------------------------------------------------------ | ------------------------------------------------------ | ------------------------------------------------------ | ------------------------------------------------------ |
|                                                        |                                                        |                                                        |                                                        |                                                        |
| №                                                      | Naam                                                   | Wed.                                                   | Dlpnt.                                                 | Club                                                   |
| Doel                                                   |                                                        |                                                        |                                                        |                                                        |
| 1                                                      | Waraporn Boonsing                                      | 2                                                      | −7                                                     | BG Bundit Asia                                         |
| 18                                                     | Sukanya Chor Charoenying                               | 1                                                      | −13                                                    | Chonburi                                               |
| 22                                                     | Tiffany Sornpao                                        | 0                                                      | 0                                                      | Kennesaw State Owls                                    |
| Verdediging                                            |                                                        |                                                        |                                                        |                                                        |
| 2                                                      | Kanjanaporn Saengkhun                                  | 2                                                      | 0                                                      | Khonkaen                                               |
| 3                                                      | Natthakarn Chinwong                                    | 3                                                      | 0                                                      | BG–College of Asian Scholars                           |
| 4                                                      | Duangnapa Sritala                                      | 0                                                      | 0                                                      | Bangkok                                                |
| 5                                                      | Ainon Phancha                                          | 3                                                      | 0                                                      | Chonburi                                               |
| 9                                                      | Warunee Phetwiset                                      | 2                                                      | 0                                                      | Chonburi                                               |
| 10                                                     | Sunisa Srangthaisong                                   | 3                                                      | 0                                                      | Dhurakij Pundit                                        |
| 11                                                     | Sudarat Chuchuen                                       | 2                                                      | 0                                                      | Sisaket                                                |
| 23                                                     | Phonphirun Philawan                                    | 0                                                      | 0                                                      | BG Bundit Asia                                         |
| Middenveld                                             |                                                        |                                                        |                                                        |                                                        |
| 6                                                      | Pikul Khueanpet                                        | 3                                                      | 0                                                      | BG Bundit Asia                                         |
| 7                                                      | Silawan Intamee                                        | 3                                                      | 0                                                      | Chonburi                                               |
| 13                                                     | Orathai Srimanee                                       | 2                                                      | 0                                                      | BG Bundit Asia                                         |
| 15                                                     | Orapin Waenngoen                                       | 2                                                      | 0                                                      | BG Bundit Asia                                         |
| 16                                                     | Khwanrudi Saengchan                                    | 0                                                      | 0                                                      | BG Bundit Asia                                         |
| 20                                                     | Wilaiporn Boothduang                                   | 1                                                      | 0                                                      | Dhurakij Pundit                                        |
| 21                                                     | Kanjana Sung-Ngoen                                     | 3                                                      | 1                                                      | Chonburi                                               |
| Aanval                                                 |                                                        |                                                        |                                                        |                                                        |
| 8                                                      | Miranda Nild                                           | 3                                                      | 0                                                      | Clubloos                                               |
| 12                                                     | Rattikan Thongsombut                                   | 3                                                      | 0                                                      | BG Bundit Asia                                         |
| 14                                                     | Saowalak Pengngam                                      | 0                                                      | 0                                                      | Chonburi                                               |
| 17                                                     | Taneekarn Dangda                                       | 1                                                      | 0                                                      | Chonburi                                               |
| 19                                                     | Pitsamai Sornsai                                       | 2                                                      | 0                                                      | Chonburi                                               |
| Bondscoach: Nuengrutai Srathongvian                    |                                                        |                                                        |                                                        |                                                        |